# روسو (دومينيكا)
روسو (بالإنجليزية: Roseau)‏ عاصمة وأكبر مدن دومينيكا . يبلغ عدد سكانها 14,847 نسمة حسب إحصاء سنة 2001 . يحيط بالمدينة البحر الكاريبي ونهر روسو . تقع روسو غرب دومينيكا ومبانيها مبنية على الطريقة الفرنسية . يعتبر ميناء روسو من أهم موانيء التجارة الأجنبية حيث يصدر الموز ، الزيت ، الخضراوات ، البرتقال ، و كاكاو .

## المناخ
يظهر الجدول التالي التغييرات المناخية على مدار السنة لروسو:
| البيانات المناخية لـروسو                          | البيانات المناخية لـروسو | البيانات المناخية لـروسو | البيانات المناخية لـروسو | البيانات المناخية لـروسو | البيانات المناخية لـروسو | البيانات المناخية لـروسو | البيانات المناخية لـروسو | البيانات المناخية لـروسو | البيانات المناخية لـروسو | البيانات المناخية لـروسو | البيانات المناخية لـروسو | البيانات المناخية لـروسو | البيانات المناخية لـروسو |
| الشهر                                             | يناير                    | فبراير                   | مارس                     | أبريل                    | مايو                     | يونيو                    | يوليو                    | أغسطس                    | سبتمبر                   | أكتوبر                   | نوفمبر                   | ديسمبر                   | المعدل السنوي            |
| ------------------------------------------------- | ------------------------ | ------------------------ | ------------------------ | ------------------------ | ------------------------ | ------------------------ | ------------------------ | ------------------------ | ------------------------ | ------------------------ | ------------------------ | ------------------------ | ------------------------ |
| الدرجة القصوى °م (°ف)                             | 33 (91)                  | 34 (93)                  | 36 (97)                  | 36 (97)                  | 36 (97)                  | 36 (97)                  | 35 (95)                  | 35 (95)                  | 35 (95)                  | 37 (99)                  | 35 (95)                  | 34 (93)                  | 37 (99)                  |
| متوسط درجة الحرارة الكبرى °م (°ف)                 | 28.0 (82.4)              | 28.0 (82.4)              | 28.4 (83.1)              | 29.1 (84.4)              | 29.6 (85.3)              | 30.1 (86.2)              | 30.2 (86.4)              | 30.5 (86.9)              | 30.4 (86.7)              | 29.0 (84.2)              | 29.6 (85.3)              | 28.6 (83.5)              | 29.3 (84.7)              |
| المتوسط اليومي °م (°ف)                            | 24.9 (76.8)              | 24.8 (76.6)              | 25.1 (77.2)              | 25.8 (78.4)              | 26.6 (79.9)              | 27.3 (81.1)              | 27.4 (81.3)              | 27.4 (81.3)              | 27.1 (80.8)              | 26.1 (79.0)              | 26.2 (79.2)              | 25.4 (77.7)              | 26.2 (79.2)              |
| متوسط درجة الحرارة الصغرى °م (°ف)                 | 21.8 (71.2)              | 21.6 (70.9)              | 21.8 (71.2)              | 22.5 (72.5)              | 23.7 (74.7)              | 24.5 (76.1)              | 24.6 (76.3)              | 24.3 (75.7)              | 23.8 (74.8)              | 23.2 (73.8)              | 22.8 (73.0)              | 22.2 (72.0)              | 23.1 (73.6)              |
| أدنى درجة حرارة °م (°ف)                           | 16 (61)                  | 17 (63)                  | 17 (63)                  | 18 (64)                  | 19 (66)                  | 20 (68)                  | 21 (70)                  | 21 (70)                  | 20 (68)                  | 18 (64)                  | 18 (64)                  | 17 (63)                  | 16 (61)                  |
| الهطول مم (إنش)                                   | 159 (6.3)                | 107 (4.2)                | 135 (5.3)                | 122 (4.8)                | 220 (8.7)                | 162 (6.4)                | 181 (7.1)                | 243 (9.6)                | 298 (11.7)               | 334 (13.1)               | 374 (14.7)               | 240 (9.4)                | 2٬575 (101.4)            |
| متوسط الرطوبة النسبية (%)                         | 71                       | 68                       | 65                       | 64                       | 64                       | 67                       | 72                       | 73                       | 71                       | 73                       | 74                       | 72                       | 70                       |
| ساعات سطوع الشمس الشهرية                          | 198.9                    | 200.6                    | 227.3                    | 244.9                    | 243.2                    | 227.7                    | 231.2                    | 240.4                    | 212.2                    | 219.5                    | 194.0                    | 189.5                    | 2٬629٫4                  |
| المصدر #1: الإدارة الوطنية للمحيطات والغلاف الجوي |                          |                          |                          |                          |                          |                          |                          |                          |                          |                          |                          |                          |                          |
| المصدر #2: BBC Weather                            |                          |                          |                          |                          |                          |                          |                          |                          |                          |                          |                          |                          |                          |

## معرض صور

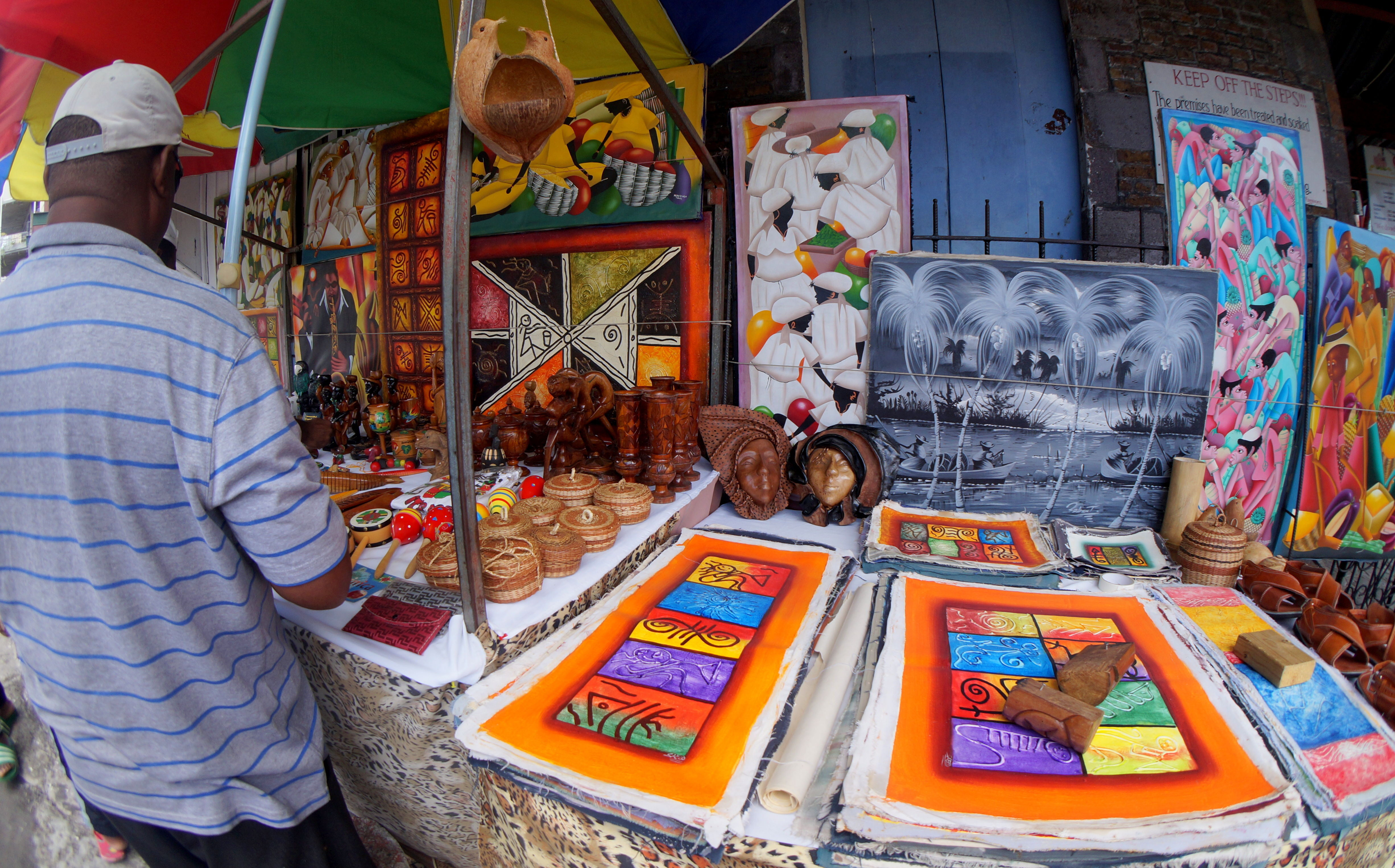
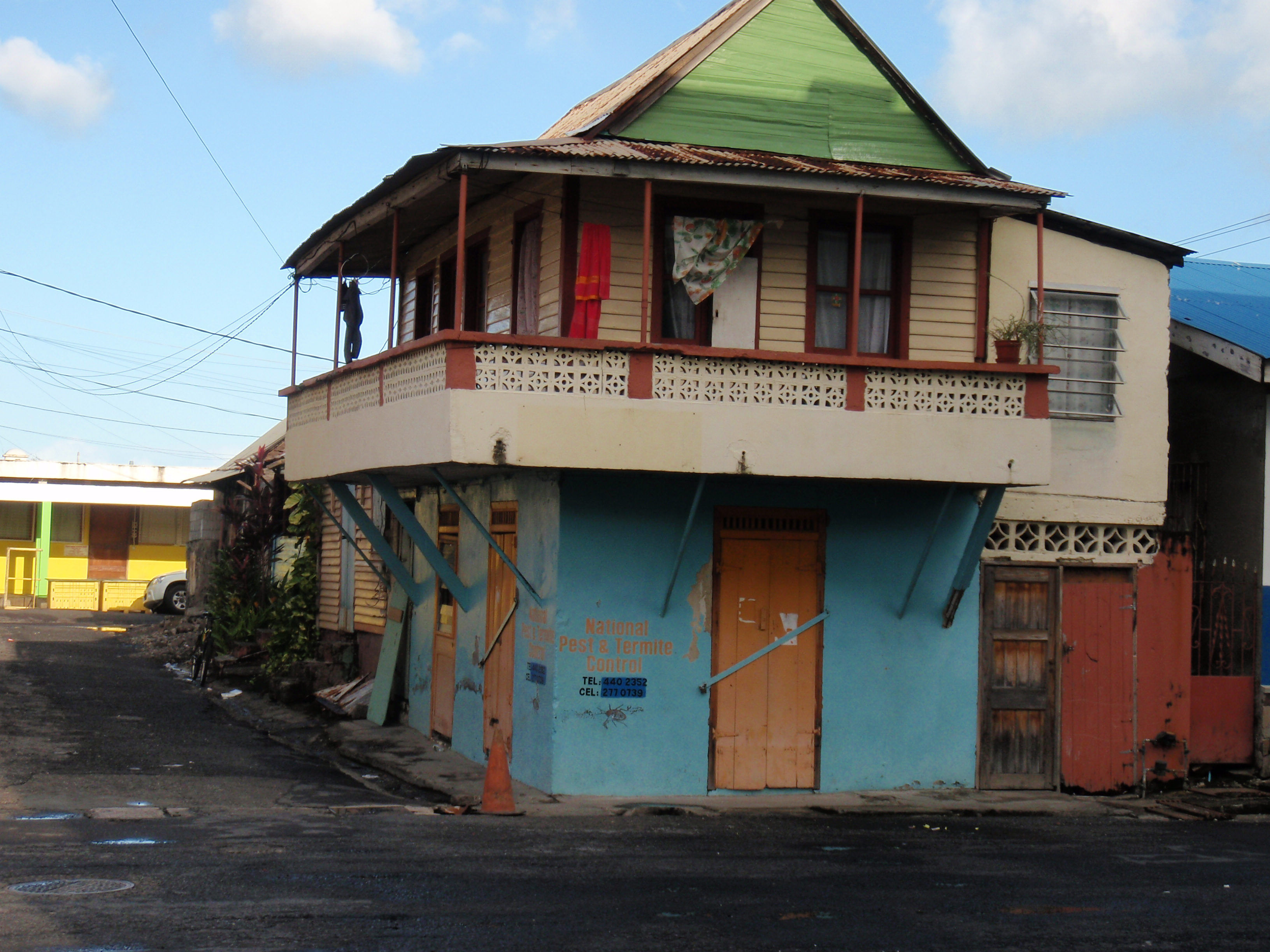
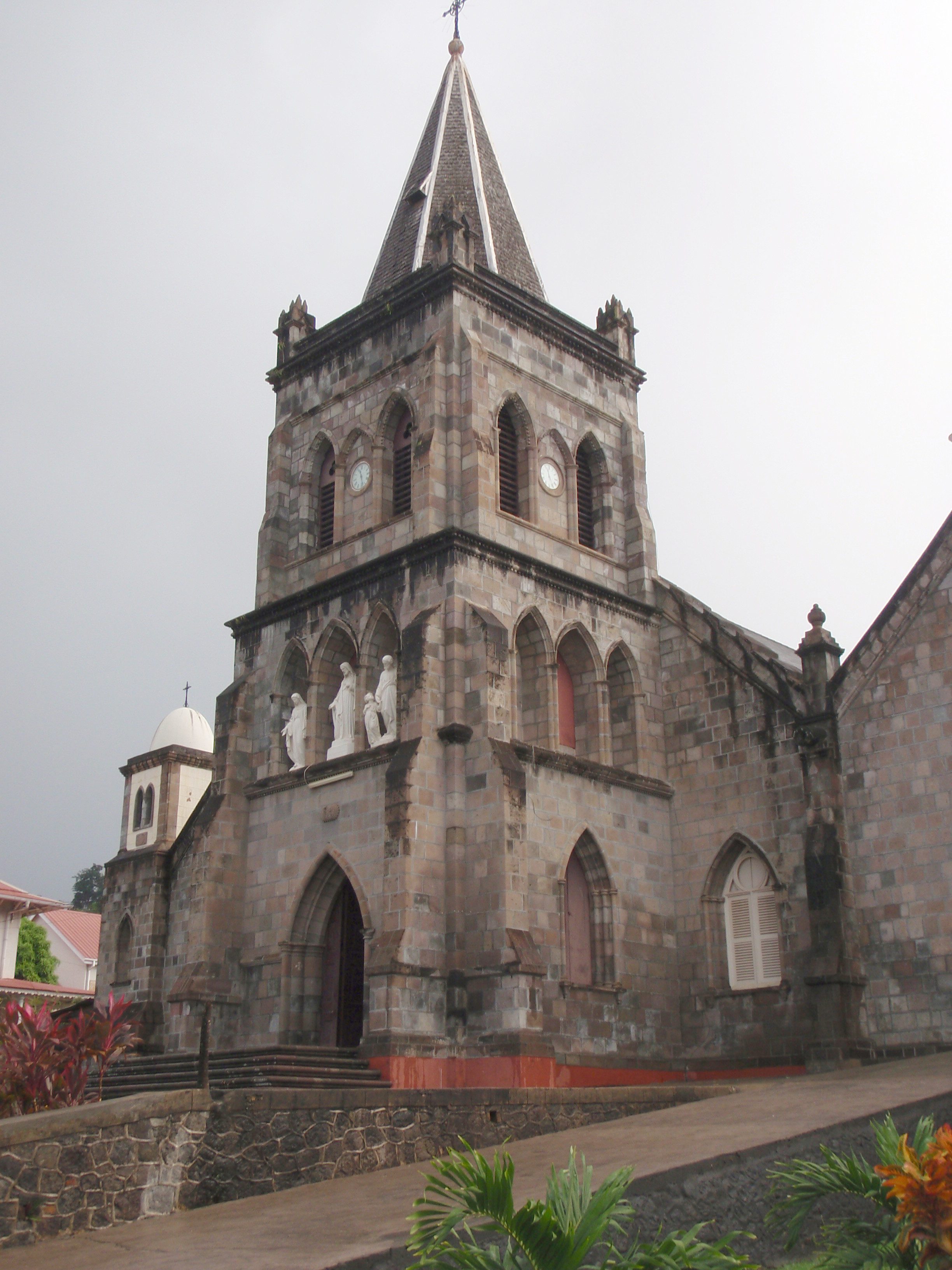
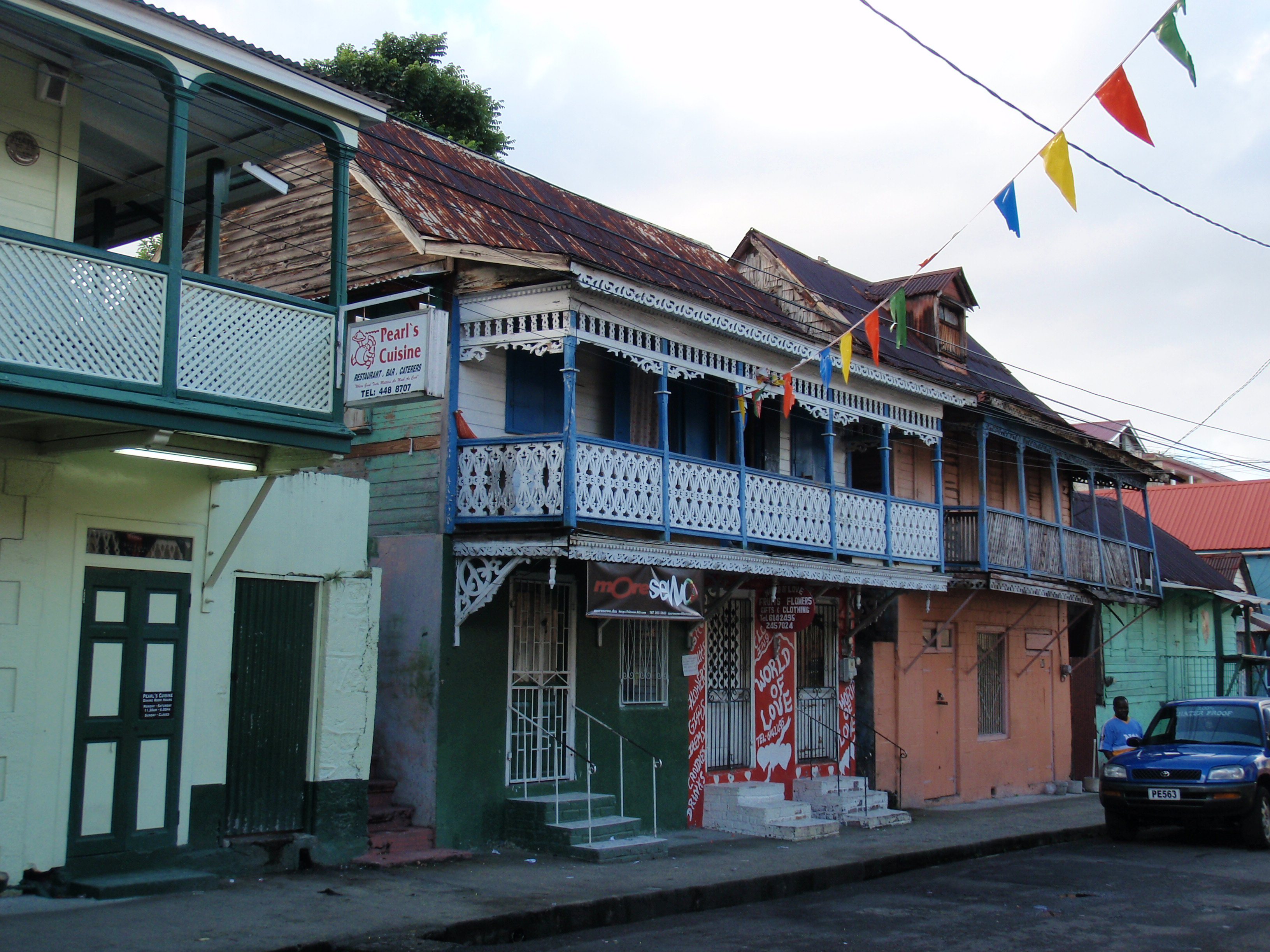

## أعلام
- غارث جوزيف
- فرانك بارون
- باتريك جون
- أرون نيس
- ليام سيباستين
- جيان ريس
- بيير تشارلز
- فيرنون شو
- سيلفيا جوديث برتراند